# Serhij Terjochin
Serhij Anatolyjovyč Terjochin (ukrajinsky Сергій Анатолійович Терьохін, * 29. září 1963 Kyjev) je ukrajinský ekonom, překladatel a politik. V roce 2005 byl ministrem hospodářství Ukrajiny ve vládě Julije Tymošenkové. Rovněž působil v ukrajinském parlamentu, jehož členem byl v letech 1994–2005 a 2006–2014, z toho poslední dva roky za stranu Baťkivščyna.